# 中河祕鱂
中河祕鱂為輻鰭魚綱鯉齒目鯉齒亞目鯉齒鱂科的其中一種，分布於亞洲伊朗Karkheh河南部及伊拉克阿拉伯河流域，體長可達2.4公分，棲息在植被生長、泥底質水域。

## 擴展閱讀
維基物種上的相關：中河祕鱂